# Nurieux-Volognat
Nurieux-Volognat är en kommun i departementet Ain i regionen Auvergne-Rhône-Alpes i östra Frankrike. Kommunen ligger  i kantonen  Izernore som ligger i arrondissementet Nantua. Kommunens areal är 19,34 km². År 2022 hade Nurieux-Volognat 973 invånare.

## Befolkningsutveckling
Antalet invånare i kommunen Nurieux-Volognat
Referens: INSEE